# Лінкрофт (Нью-Джерсі)
Лінкрофт (англ. Lincroft) — переписна місцевість (CDP) в США, в окрузі Монмаут штату Нью-Джерсі. Населення — 7060 осіб (2020).

## Географія
Лінкрофт розташований за координатами 40°20′7″ пн. ш. 74°7′58″ зх. д. / 40.33528° пн. ш. 74.13278° зх. д. (40.335293, -74.132838).  За даними Бюро перепису населення США в 2010 році переписна місцевість мала площу 15,02 км², з яких 14,45 км² — суходіл та 0,57 км² — водойми.

## Демографія
Згідно з переписом 2010 року, у переписній місцевості мешкало 6135 осіб у 2102 домогосподарствах у складі 1675 родин. Густота населення становила 408 осіб/км².  Було 2159 помешкань (144/км²).
Расовий склад населення:
| - 94,8 % — білих - 3,3 % — азіатів - 0,5 % — чорних або афроамериканців |

До двох чи більше рас належало 1,2 %. Частка іспаномовних становила 3,6 % від усіх жителів.
За віковим діапазоном населення розподілялося таким чином: 26,7 % — особи молодші 18 років, 56,4 % — особи у віці 18—64 років, 16,9 % — особи у віці 65 років та старші. Медіана віку мешканця становила 44,2 року. На 100 осіб жіночої статі у переписній місцевості припадало 93,4 чоловіків;  на 100 жінок у віці від 18 років та старших — 92,3 чоловіків також старших 18 років.
Середній дохід на одне домашнє господарство  становив 162 921 долар США (медіана — 130 750), а середній дохід на одну сім'ю — 184 203 долари (медіана — 146 818). За межею бідності перебувало 3,1 % осіб, у тому числі 4,5 % дітей у віці до 18 років та 3,8 % осіб у віці 65 років та старших.
Цивільне працевлаштоване населення становило 3202 особи. Основні галузі зайнятості: освіта, охорона здоров'я та соціальна допомога — 23,8 %, фінанси, страхування та нерухомість — 14,7 %, науковці, спеціалісти, менеджери — 12,0 %.